# Pietra di Eggeby
La Pietra di Eggeby è una pietra runica situata presso la località di Eggeby, a metà strada tra Tensta e Kista. Il monolite è scolpito su due facce, una riporta l'iscrizione vera e propria mentre l'altra mostra una croce.

## Traslitterazione in caratteri latini
raknilfR × lit × kirua × bru × þasi × iftiR × anunt + sun + s[i](n) [× k]uþan × kuþ ---bi × ons × ant × uk × salu × bitr × þan × on krþi × til × munu × iki × mirki × miRi × uirþa × muþiR × karþi × i(f)tiR × sun × sin × ainika ×

## Trascrizione in norreno
RagnælfR let gærva bro þessi æftiR Anund, sun sinn goðan. Guð [hial]pi hans and ok salu bætr þan hann gærði til. Munu æigi mærki mæiRi verða, moðiR gærði æftiR sun sinn æiniga.

## Traduzione in italiano
"Ragnelfr fece questo in memoria di Ônundr, suo buon figlio. Possa Dio aiutare il suo spirito e la sua anima più di quanto lui meritava. Nessun punto di riferimento sarà più (grande). La madre fece (ciò) in memoria del suo unico figlio."